# Пурумсабун
Пурумсабун (устар. Пурум-Сабун) — река в России, протекает по Ханты-Мансийскому АО. Устье реки находится в 99 км по правому берегу реки Сармсабун. Длина реки составляет 114 км, площадь водосборного бассейна 885 км². Высота устья — 106 м над уровнем моря.

## Притоки
- В 4 км от устья, по левому берегу реки впадает река Куткунъёган.
- В 18 км от устья, по левому берегу реки впадает река Вонткуйигол.

## Данные водного реестра
По данным государственного водного реестра России относится к Верхнеобскому бассейновому округу, водохозяйственный участок реки — Вах, речной подбассейн реки — бассейн притоков (Верхней) Оби от Васюгана до Ваха. Речной бассейн реки — (Верхняя) Обь до впадения Иртыша.